# Il sigillo azzurro
Il sigillo azzurro (蒼の封印?, Ao no fūin) è un manga scritto e illustrato da Chie Shinohara, pubblicato sul periodico Shōjo Comic della Shogakukan dal 1991 al 1994.
La storia narra le vicende di Sōko Kiryū, studentessa al primo anno di liceo, che un giorno scopre di essere la reincarnazione di Sōryū (solitamente chiamato "Seiryū"), regina dei demoni (per la precisione oni, orchi della mitologia giapponese) che in passato dominavano la Terra grazie ai loro poteri demoniaci.

## Trama
Sōko Kiryū, studentessa al primo anno di liceo, sta per affrontare il suo primo giorno nella nuova scuola, cosa che solitamente non la spaventa in quanto abituata, a causa del lavoro del padre, a continui trasferimenti. Questa volta però è diverso: sin dal mattino fatica a svegliarsi e con il passare della giornata accusa giramenti di testa e un malessere generale.
Una volta a scuola la sua bellezza viene notata da molti suoi compagni, compreso Ideaki Kashii, figlio di uno dei componenti del consiglio direttivo, che si comporta da prepotente forte del fatto che tutte le sue malefatte vengono puntualmente coperte dal padre.
Un giorno, mentre Sōko è in infermeria a causa del suo malessere, Kashii entra e tenta di violentarla. In quel momento appaiono dei fuochi fatui azzurri e Kashii scompare improvvisamente: di lui restano solo gli abiti, a terra composti.
Sōko non ricorda nulla di cosa sia successo e decide di restare a casa per qualche giorno. Al suo ritorno chiede notizie di Kashii e viene a sapere che questi è tornato a scuola come se niente fosse, o almeno questo è ciò che sostengono tutti. Infatti il ragazzo che si presenta a Sōko non è lo stesso che ha tentato di usarle violenza ma solo lei se ne accorge.
Anche il nuovo Kashii la assale ma, a differenza del primo, con l'intenzione di ucciderla. Questi infatti è Akira Saionji, il Byakko, ossia il capo della famiglia dell'Ovest, e ha il compito di uccidere Sōryū, la regina degli oni, capo della famiglia dell'Est, che tenta di far risorgere la Kimon, la famiglia demoniaca.
Sōko altri non è che la reincarnazione di Sōryū e questo spiega la misteriosa sparizione di Kashii, di cui Akira ha preso il posto suggestionando tutti grazie ai suoi poteri: in quanto oni, Sōryū lo ha divorato per acquisirne l'energia vitale.
Sōko non può accettare questa sua natura e cerca in tutti i modi di capire se esiste un modo per diventare un essere umano. Dapprima contrastata dalla famiglia dell'Ovest, in seguito verrà aiutata nel suo intento proprio dallo stesso Byakko.

## Personaggi
- Sōko Kiryū (桐生 蒼子?, Kiryū Sōko)

Ha sedici anni ed è il personaggio principale della storia. Reincarnazione di Sōryū, regina dei demoni e capo della famiglia dell'Est, è in realtà un oni che si ciba di esseri umani assorbendone l'energia vitale. Non ha alcun ricordo del suo passato, precedente alla mattina del suo primo giorno nella nuova scuola.
- Akira Saionji (西園寺 彬?, Saionji Akira)

Byakko, ossia capo della famiglia dell'Ovest, ha il compito di uccidere Sōryū per impedirle di far rinascere la Kimon, la famiglia demoniaca.
- Takao Kiryū (桐生 高雄?, Kiryū Takao)

All'apparenza fratello di Sōko, in realtà è il Genbu della famiglia del Nord, unico rimasto della sua stirpe. È stato lui a far rinascere Sōryū.